# Jože Plečnik
Jože Plečnik (Laibach, 23 janvier 1872 - Ljubljana, 7 janvier 1957) est un architecte slovène puis yougoslave qui a travaillé à Ljubljana, Prague, Vienne et Belgrade.

## Enfance
Jože est le troisième enfant d'Andrej et Helena Plečnik. Son père, ébéniste, souhaite qu'il reprenne l'atelier familial mais Jože montre peu de dispositions et préfère le dessin.
En 1888, grâce à une bourse d'État, il rentre au lycée technique de Graz où il étudie l'ébénisterie et les matières liées à cette profession. Là, il entre en contact avec les étudiants en architecture et en apprend tant qu'il est accepté dans les cours de dessin du professeur Leopold Theyer.
Le décès précoce de son père (entre 1889 et 1892) fait qu'il ne devient pas ébéniste mais un architecte de renommée mondiale : sa mère et son frère ainé se mettent d'accord pour que celui-ci reprenne l'atelier paternel, Jože étant trop jeune pour ce faire.
En 1892, il part pour Vienne, où il travaille deux ans dans la fabrique de meubles k.k. Hof-Bau-Kunsttischlerei J. W. Müller. De cette époque, dure école de la vie, il ne garde que des mauvais souvenirs.

## Professeur et architecte
De 1894 à 1897, Plečnik étudie avec le célèbre architecte de la Sécession viennoise, Otto Wagner pour lequel il travaille également dans son cabinet jusqu'en 1900. De cette année jusqu'en 1910, Plečnik est architecte à Vienne et acheve quelques projets comme la maison Langer (1900) et l'immeuble de rapport Zacherl (1903-1905). Ces réalisations de jeunesse sont marquées par une utilisation rationnelle de l'espace, typique de l'influence d'Otto Wagner et par des surfaces richement décorées spécifiques à la Sécession viennoise.
Son église du Saint-Esprit (Vienne, 1910-1913) est remarquable par l'utilisation novatrice du béton non seulement comme élément structurel mais en décoration externe. Classique dans sa forme, l'église est dotée d'une crypte aux fines colonnes de béton surmontées de chapiteaux cubistes.

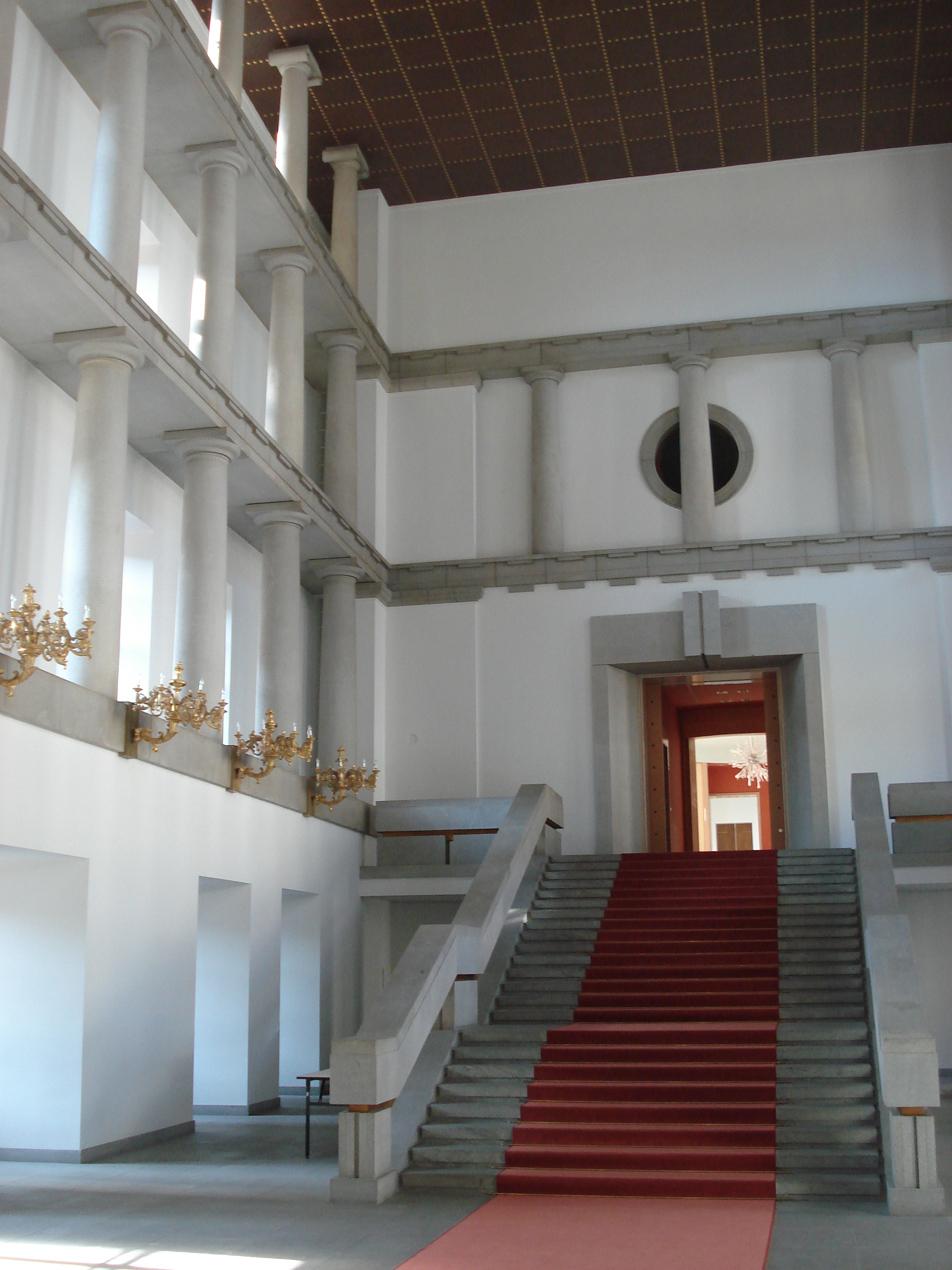
Le péristyle de Plečnik au Château de Prague.

En 1911, Plečnik vient à Prague pour enseigner à l’école des arts appliqués. Il y est membre du Cercle artistique Mánes à partir de 1910 et ce, jusqu'à 1949. Prague marque pour Plečnik un apogée créatif. En tant que professeur, promeut les principes des arts et traditions populaires qui ont influencé une génération d'architectes du cubisme tchécoslovaque dans les années 1920. En tant qu'architecte, il est nommé, en 1920, architecte-en-chef du Château de Prague dont, en symbiose avec le président de la toute nouvelle Tchécoslovaquie, Tomáš Masaryk, il entreprend de transformer la modénature médiévale et impériale qui domine Malá Strana et la Vieille Ville de Prague en un bâtiment présidentiel et administratif moderne. De 1920 à 1934, il s'attelle à la tâche et complète, dans le cadre de ce projet global, nombre de réalisations qui - en préfiguration de ce que fera Ieoh Ming Pei au Palais du Louvre - sont respectueuses du passé et radicalement novatrices. Citons, entre autres, le péristyle d'entrée vers la Salle espagnole (voir illustration), le Jardin sur le Bastion, les Jardins sur le Rempart, la Troisième cour et surtout les appartements présidentiels pour Masaryk et sa famille, appartements privés des présidents de la République tchèque de nos jours.
En 1920, il devient professeur à l'université de Ljubljana où il déménage (1921) et enseigne en parallèle avec ses activités pragoises. C'est à Ljubljana que son influence est la plus sensible : il a réellement transformé la ville avec des œuvres telles que l'église Saint-François, des ouvrages civils tels qu'un ensemble de trois ponts (Tromostovje) et de quais sur la Ljubljanica, un marché couvert, un kiosque monumental, des maisons de banque, des places publiques, l'agencement de parcs et jardins, un cimetière et les bâtiments de la compagnie d'assurance mutuelle slovène ou celui, monumental, de la bibliothèque universitaire.
Son projet pour le parlement slovène, conçu comme une « cathédrale de la liberté » ne sera pas réalisé mais il orne désormais les pièces en euro de la Slovénie, nommément, celle de dix centimes.

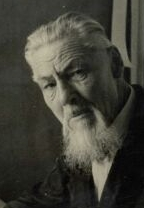
Jože Plečnik en 1943
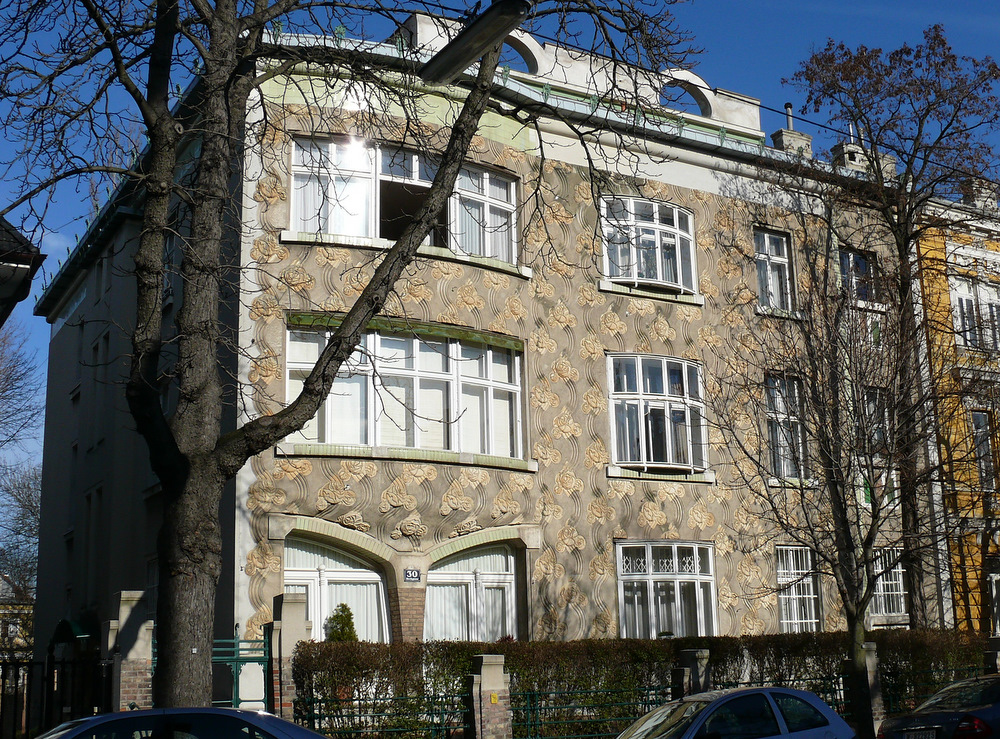
Maison Langer, Vienne, 1900-01
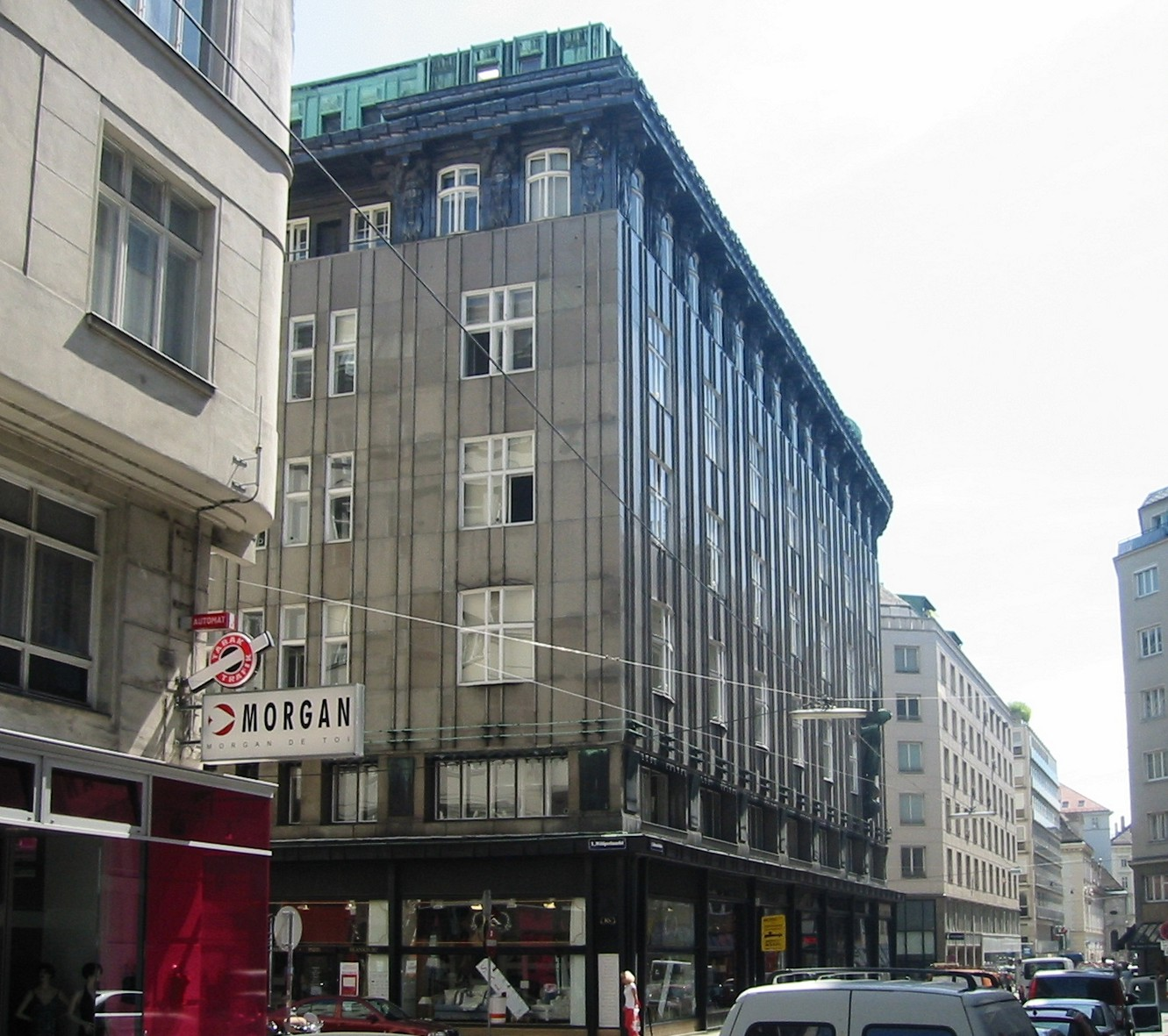
Maison de rapport Zacherl, Vienne, 1903-05
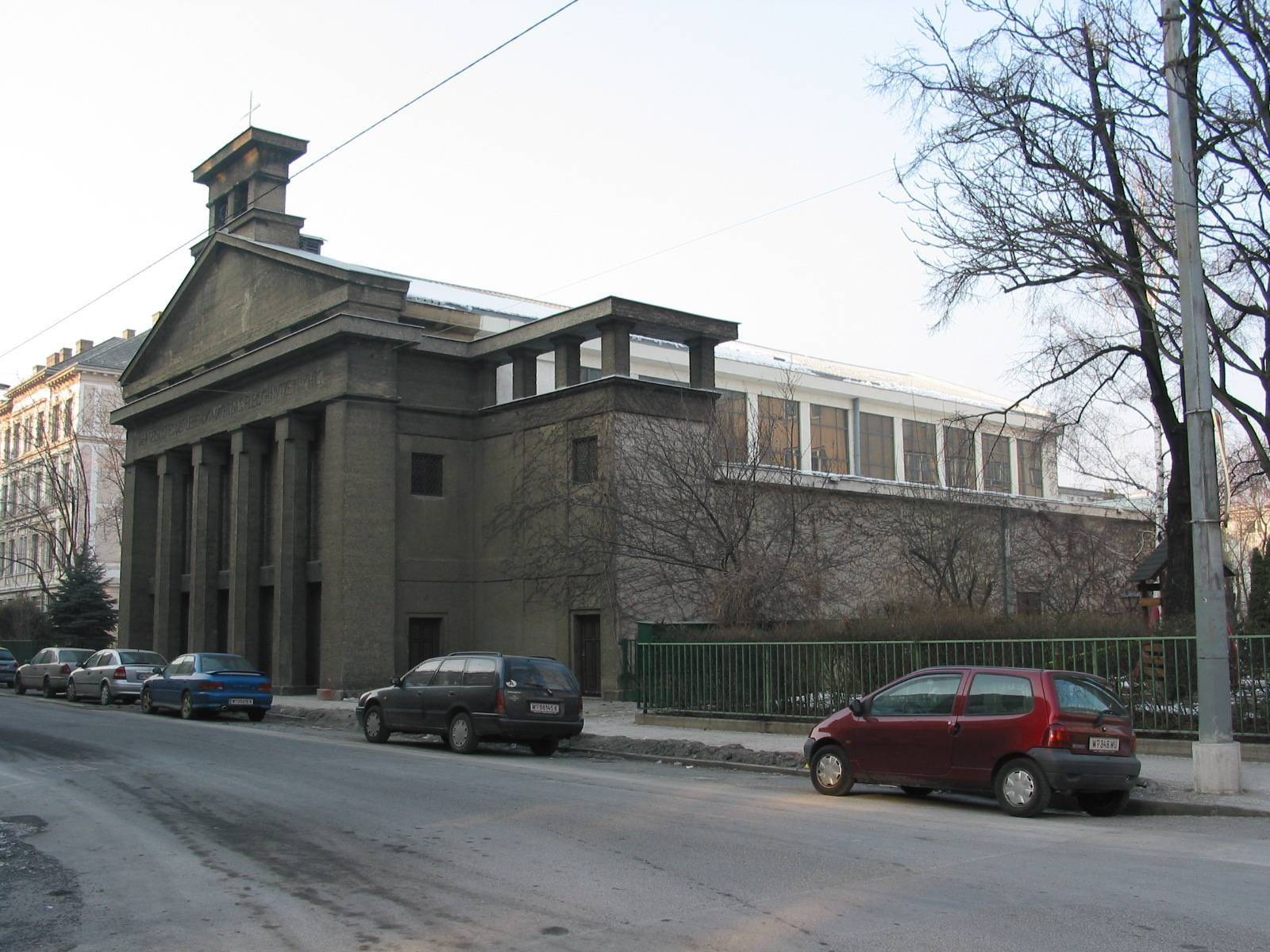
Église du Saint-Esprit à Vienne, 1908-13
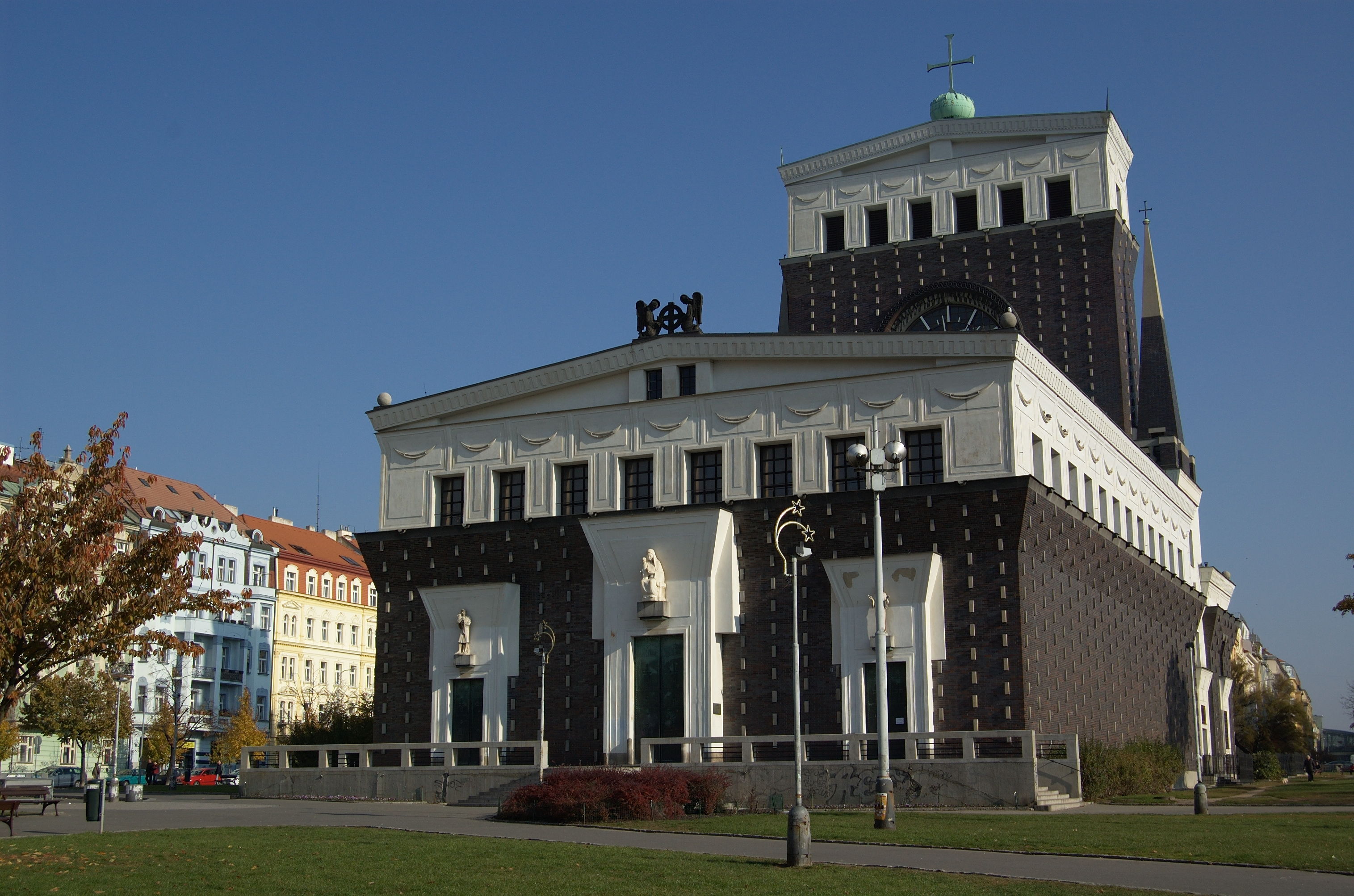
Église du Sacré-Cœur-de-Jésus, Vinohrady, 1921-23

## Retraite
Après la Seconde Guerre mondiale, Plečnik tombe en disgrâce dans la République fédérale populaire de Yougoslavie du maréchal Josip Broz Tito : son catholicisme dévot, son style classique y sont vus avec méfiance. Son rôle d'enseignant à l'université est graduellement réduit et les commandes publiques progressivement taries même s'il réalise encore quelques projets mineurs de fontaines ou de monuments de dimensions réduites.
Il décède en 1957 et reçoit des funérailles publiques ; il est enterré au cimetière de Žale qu'il avait conçu.

## Principales réalisations
- Maison Langer, Vienne, 1900-1901
- Maison de rapport Zacherl, Vienne, 1903-1905
- Église du Saint-Esprit, Vienne, 1908-1913
- Château de Prague (divers projets), Prague, 1920-1934
  - Jardins d'Éden et Première cour, Château de Prague, 1920-1926
- Église du Sacré-Cœur-de-Jésus, Vinohrady, Prague, 1921-1923
- Stade d'athlétisme dit stade de Bežigrad, Ljubljana, 1923-1939
- Église de Saint-François, Ljubljana, 1925-1927
- Maison de la Publicité, du Travail et de l'Industrie, Ljubljana, 1925-1927
- Église Saint-Michel, Črna vas, 1937-1939
- Banque, Celje, 1927-1930
- Siège des assurances mutuelles slovènes, Ljubljana, 1928-1939
- Triple pont Tromostovje, Ljubljana, 1929-1932
- Place de la Révolution française, Ljubljana, 1929
- Bibliothèque nationale et universitaire de Slovénie, Ljubljana, 1930-1941
- Pont des Paveurs, "čevljarski", Ljubljana, 1931-1932
- Maison Peglezen, Ljubljana, 1932-1934
- Cimetière de Žale, Ljubljana, 1937-1940
- Marché couvert de Ljubljana, 1939-1942
- Lycée des Ursulines, Ljubljana, 1939-1940
- Križanke, Ljubljana, 1952-1956

### Héritage
L’œuvre de Plečnik est caractérisée par un usage iconique du vocabulaire offert par les formes architecturales classiques mais d'une façon souvent non conventionnelle. Elle est tombée dans l'oubli dans les années 1960 et 1970, largement du fait du rideau de fer qui a éloigné culturellement autant que politiquement l'Europe centrale de sa partie occidentale. Le postmodernisme architectural, en vogue depuis les années 1980, et la chute du communisme aidant beaucoup une découverte directe des ouvrages de cet architecte slovène de premier plan, ont remis en vogue l'œuvre de Plečnik.